# Ulf Wadenbrandt

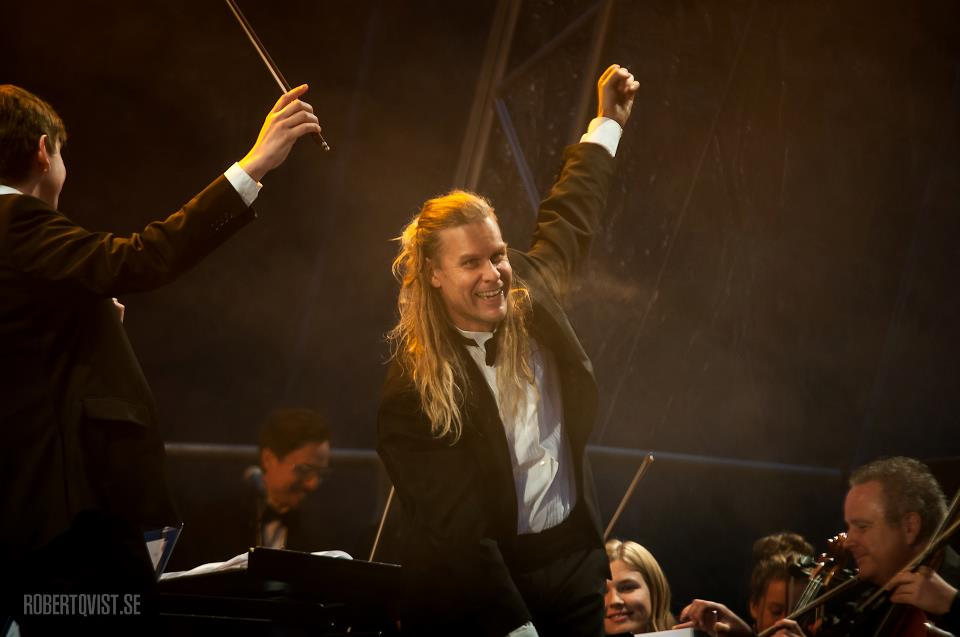

Stig Ulf Wadenbrandt, född 19 oktober 1968 i Bullaren i Bohuslän, är en svensk dirigent, orkesterledare och musikpedagog. Han är mest känd för sina symfoniska pop- och rockkonserter men även konserter och skivor med blandningar av klassiskt, pop och rock, samt också film- och datorspelsmusik. Han är även trumslagare.

## Biografi
Wadenbrandt växte upp i Bullaren och studerade vid musikgymnasium i Uddevalla samt vid Ingesunds musikhögskola. Efter att ha verkat som musikpedagog i bland annat Vänersborgs musikskolor blev han 2002 chef för kulturskolan i Trollhättan.
2008 startade han i Göteborg en egen symfoniorkester, Sweden Symphony Orchestra, som sedan 2021 har sitt säte i Trollhättans kommun i samarbete mellan professionella och studerande musiker. De har turnerat runt om i Sverige med bland annat Rhapsody in Rock och även i utlandet. Sommaren 2017 blev de den första symfoniorkestern att uppträda på Sweden Rock Festival som "Sweden Rock Symphony Orchestra".
Wadenbrandt har varit återkommande aktiv i Ryssland och där dirigerat flera olika symfoniorkestrar som Moscow City Symphony - Russia Philharmonic och Globalis Symphony Orchestra. Under våren 2017 gjorde han en månadslång turné tillsammans med det ryska hårdrocksbandet Aria. Han har även dirigerat  orkestrar som Czech National Symphony Orchestra, Orquestra POP Portuguesa, Gävle symfoniorkester, Norrköpings symfoniorkester, Dalasinfoniettan, Jönköpings sinfonietta och Borås symfoniorkester och arbetat med en rad framstående artister som Robert Wells, Agnes Carlsson, Loreen, Peter Jöback, Susan Boyle, Helena Paparizou och Raymond Björling.
Under coronapandemin våren 2021 samlade han 161 musiker från symfoniorkestrar världen över till en gemensam konsertmanifestation samordnad online. På Sveriges kulturskolors första nationella Kulturskolans dag 17 maj 2021 dirigerade och producerade Wadenbrandt en liknande uppmärksammad konsert online med en orkester och kör av drygt 1200 samordnade kulturskoleelever utspridda på alla landets kulturskolor i låten "Viva la Vida".

## Priser och utmärkelser
- 2009 – Charlie Norman-priset
- 2012 – Trollhättans Kreativitetspris
- 2015 – Vänersborgs Kulturpris för sin vidsträckta musikverksamhet